# Pont Thu Thiem
Le pont Thu Thiem (vietnamien : Cầu Thủ Thiêm) est un pont  reliant le district de Bình Thạnh au ville de Thủ Đức d'Hô Chi Minh-Ville au Viêt Nam. 

## Présentation
Le pont Thủ Thiêm est un pont à 6 voies ouvert en 2008. 
Le pont relie le district de Bình Thạnh du centre-ville avec la nouvelle zone urbaine de Thu Thiem du 2e arrondissement. 
Le coût estimé pour la construction du pont était de 60 millions de dollars, mis en œuvre par un consortium d'entrepreneurs vietnamiens.

## Galerie

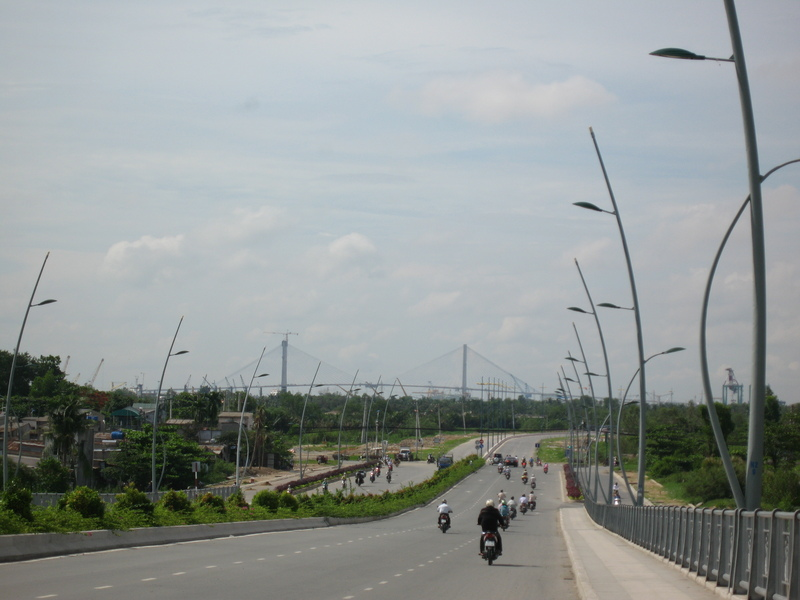
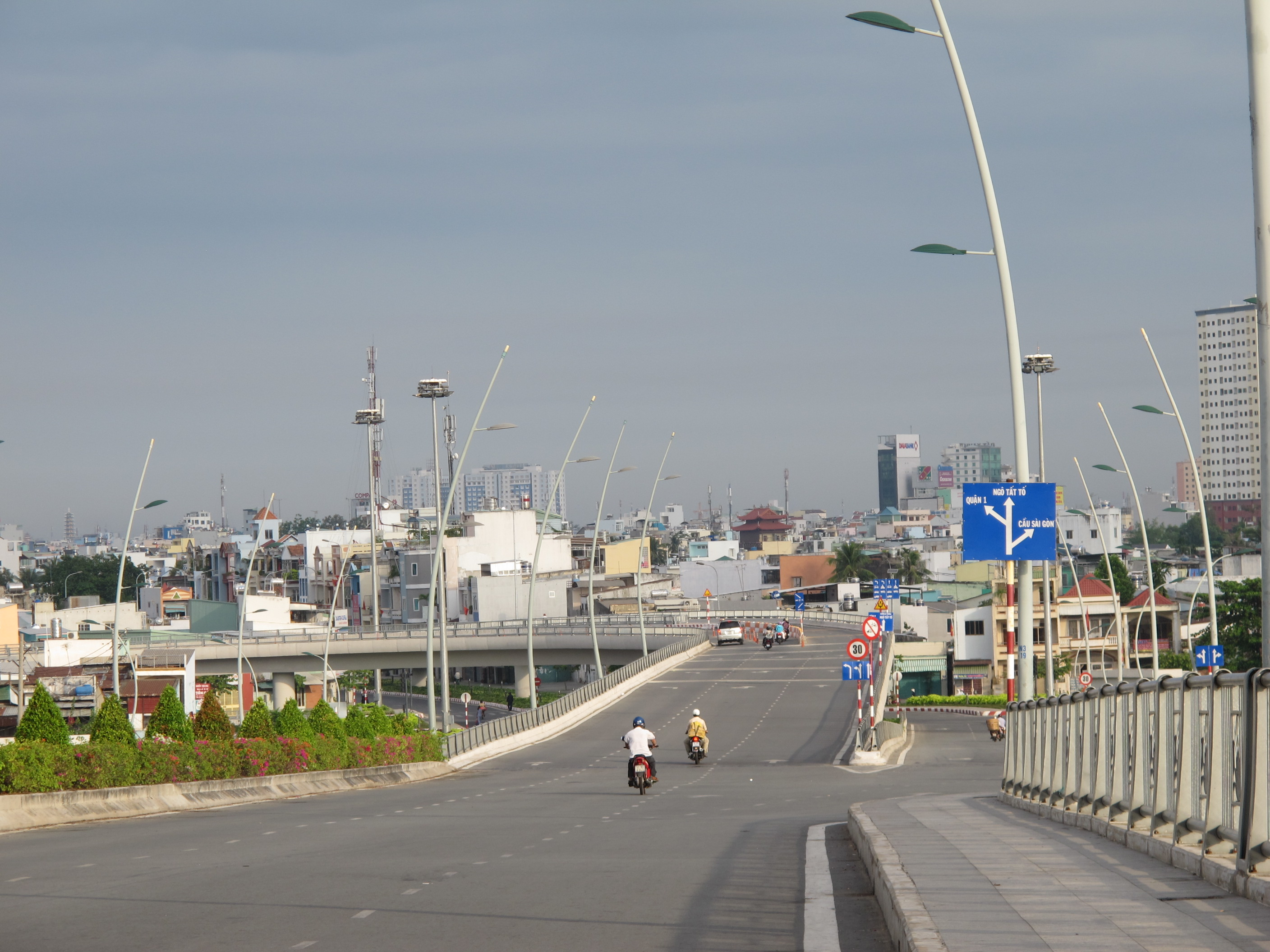